# Liste der Monuments historiques in Pillon
Die Liste der Monuments historiques in Pillon führt die Monuments historiques in der französischen Gemeinde Pillon auf.

## Liste der Objekte
| Bezeichnung                  | Beschreibung                                                                                         | Standort                       | Kennzeichnung | Schutzstatus | Datum | Bild |
| ---------------------------- | --- | ------------------------------ | ------------- | ------------ | ----- | ---- |
| Gemälde Mariä Verkündigung   | Ölfarbe auf Leinwand, 1757 von Antoine Duchateau                                                     | in der Kirche St-Médard (Lage) | PM55002207    | Inscrit      | 1981  |      |
| Verkündigungs-Altar          | linker Seitenaltar; Retabel und Skulptur Heilige Katharina; Holz, farbig gefasst und vergoldet, 1722 | in der Kirche St-Médard (Lage) | PM55002208    | Inscrit      | 1992  |      |
| Kanzel                       | Eichenholz, bemalt, 18. Jahrhundert                                                                  | in der Kirche St-Médard (Lage) | PM55002210    | Inscrit      | 1992  |      |
| Ziborium                     | Silber, vergoldet, nach 1838                                                                         | in der Kirche St-Médard (Lage) | PM55002211    | Inscrit      | 1992  |      |
| Kelch                        | Silber, vergoldet, Mitte des 19. Jahrhunderts                                                        | in der Kirche St-Médard (Lage) | PM55002212    | Inscrit      | 1992  |      |
| Tür zur Sakristei            | Eichenholz, bemalt, 18. Jahrhundert                                                                  | in der Kirche St-Médard (Lage) | PM55002209    | Inscrit      | 1992  |      |
| Gemälde Auferstehung Christi | Ölfarbe auf Leinwand, Holzrahmen, 1757 von Antoine Duchateau                                         | in der Kirche St-Médard (Lage) | PM55002213    | Inscrit      | 1995  |      |